# سامر فینیکس
سامر فینیکس (انگلیسی: Summer Phoenix؛ زادهٔ ۱۰ دسامبر ۱۹۷۸) هنرپیشه اهل ایالات متحده آمریکا است. واکین فینیکس و ریور فینیکس برادران او هستند. همچنین رین فینیکس و لیبرتی فینیکس خواهران او هستند. از فیلم‌های معروف او می‌توان به بازی در متعهد، روزی که مردم زود بیدار شدم، پروژه لارامی و مومن اشاره کرد.